# Anoplagonus
Anoplagonus és un gènere de peixos pertanyent a la família dels agònids.

## Taxonomia
- Anoplagonus inermis (Günther, 1860)[2]
- Anoplagonus occidentalis (Lindberg, 1950)[3][4][5][6][7][8][9]